# Старый город (Тарнобжег)
Старый город Тарнобжега (пол. Stare Miasto w Tarnobrzegu) — один из районов (пол. Osiedle, оседле) города Тарнобжег, Польша, образованный решением Городского совета Тарнобжега. Старый город Тарнобжега является центральным, важным и самым старым районом Тарнобжега. В Старом городе располагаются важнейшие историко-архитектурные и культурные памятники города, а также административные учреждения местной власти.

## История
До II Мировой войны в Старом городе Тарнобжега проживала многочисленная еврейская община.
Границы Старого города были установлены Городским советом Тарнобжега в 1991 году. В настоящее время Старый город включает в себя площадь Бартоша Гловацкого и улицы, окружающие эту площадь (ул. Сандомерская, ул. Костюшки, ул. Шерока).
В Старом городе находятся государственные учреждения Тарнобжега: Городской совет, Администрация Председателя Городского совета, Районный и Городской суды, Государственная трудовая инспекция, Высшая государственная профессиональная школа, Музыкальное училище и другие образовательные учреждения.

## Достопримечательности
- Доминиканская церковь (с неё начинается Малопольский Путь Святого Иакова);
- Памятник, посвящённый Бартошу Гловацкому.